# Виду, Ион
Ион Ви́ду (рум. Ion Vidu; 17 декабря 1863, Мынерэу, Австрийская империя, ныне Арад, Румыния — 7 февраля 1931, Лугож, Румыния) — румынский композитор, фольклорист, хоровой дирижёр и педагог.

## Биография
Учился в консерватории в Араде. В 1890—1891 годах совершенствовался по гармонии и хоровому дирижированию в Ясской консерватории у Гавриила Музическу. Руководил хоровыми коллективами и преподавал в городах Баната. В 1888—1927 годах — дирижёр Румынского объединения музыкантов и певцов в Лугоже; там же преподавал в различных учебных заведениях. В 1922—1931 годах — председатель Ассоциации румынских хоров и духовых оркестров Баната. Был одним из организаторов конкурсов крестьянских хоров, вёл курсы усовершенствования для дирижёров хоровых коллективов Баната. Был собирателем румынского фольклора, в частности, записывал и обрабатывал банатский фольклор, на основе которого создал ряд собственных сочинений, как правило, хоровых. Обрабатывал народные песни, многие из которых обрели вторую жизнь.

## Сочинения
- «Анна Лугожана» / Ana Lugojana (1891)
- «Через холм» / Preste deal (1905)